# Kjersti Buaas
Kjersti Østgaard Buaas (Trondheim, 5 de janeiro de 1982) é uma snowboarder norueguesa. Buaas foi medalhista de bronze do halfpipe nos Jogos Olímpicos de Inverno de 2006 em Turim.